# Mathias Engel
Mathias Engel (16 de octubre de 1905-23 de junio de 1994) fue un deportista alemán que compitió en ciclismo en la modalidad de pista. Ganó dos medallas en el Campeonato Mundial de Ciclismo en Pista, oro en 1927 y bronce en 1932.

## Medallero internacional
| Campeonato Mundial | Campeonato Mundial | Campeonato Mundial | Campeonato Mundial       |
| Año                | Lugar              | Medalla            | Competición              |
| ------------------ | ------------------ | ------------------ | ------------------------ |
| 1927               | Colonia (Alemania) | Medalla de oro     | Velocidad individual (A) |
| 1932               | Roma (Italia)      | Medalla de bronce  | Velocidad individual (P) |